# Bot-Makak
Bot-Makak es una comuna camerunesa perteneciente al departamento de Nyong-et-Kéllé de la región del Centro.
En 2005 tiene 17 089 habitantes, de los que 4257 viven en la capital comunal homónima.
Se ubica sobre la carretera P10, unos 60 km al oeste de la capital nacional Yaundé.

## Localidades
Comprende la ciudad de Bot-Makak y las siguientes localidades:
- Bissombé
- Bobog
- Ekaa
- Ekoangombé
- Ekoum
- Hegba
- Henguegue
- Kombé
- Lelep I
- Lelep II
- Libong
- Mabobol
- Making
- Mandjack
- Mandjock
- Mandoï
- Manguenda I
- Manguenda II
- Manoyoi
- Mbanda
- Mbangue
- Mbebe-Kikot
- Minse
- Mintaba
- Missongue
- Ndjock-Bané
- Ngog-Mba
- Ngog-Tos
- Nkog-Loum
- Nkong Ngada
- Nkoumse
- Ntouleng
- Pan Kombe
- Pan-Makak
- Pan-Somakondo
- Si-Likeng
- Si-Manyaï
- Tombi